# Каліш
Каліш — місто у південно-східній частині Великопольського воєводства, частина Калісько-Островської агломерації, одне з найстаріших міст Польщі.

## Історія

#### Середньовіччя
Каліш є одним із найстаріших міст Польщі. Водночас, твердження про те, що Каліш є найдавнішим польським містом з письмовою згадкою (згадка про поселення Заводіце, на місці якого і виник Каліш) не є доказовим, оскільки Каліш тримав статус міста лише в середині XIII ст. після отримання Магдебурзького права. Також немає жодних доказів того, що селище існувало під час великого переселення народів. 1257 року сюди переніс свою резиденцію Болеслав Побожний. Статус столиці Великопольського князівства зобов'язував до певного розвитку і нового будівництва.
1314–1793 — центральне місто Каліського воєводства Королівства Польського та Речі Посполитої.

#### Нові часи
Восени 1706 року неподалік міста відбулася масштабна битва між московсько-польсько-саксонським військом під командуванням князя Олександра Меншикова і польського короля Августа II з польсько-шведським військом під командуванням генерала Арвіда Марденфельда.
1793 року територія Калішського воєводства увійшла до складу провінції Південна Пруссія королівства Пруссія. 1806 року під час Великопольського повстання місто було важливим центром польських повстанців. 1807 року під час війни з Наполеоном Каліш опинився у складі Варшавського герцогства. У 1813 р. під час Каліської битви на Теніці саксонські війська VII корпусу Великої армії генерала Рейнера були розбиті російським корпусом генерала Фердінанда Вінцингероде. Російська імперія і Королівство Пруссія уклали Калішський договір, завдяки якому Пруссія приєдналася до коаліції проти Наполеона. 1815 року місто територіально було приєднане до складу Російської імперії, не зважаючи на те, що інша частина Південної Польщі належала Пруссії. Каліш спочатку став центром Калішського воєводства (1816-1837) а згодом губернії (з 1837) і залишався в такому статусі аж до 1917 року. Від того періоду у місті залишилися споруди та будівлі, зведені в стилі класицизму і неокласицизму.
Каліш був багатонаціональним містом. 1860 року населення міста налічувало 12 855 жителів, у тому числі 47% поляків, 34% євреїв і 19% німців.
1864 року була створена Каліська пожежна охорона — перша добровольна пожежна бригада в Королівстві Польща. 1870 року виходила газета «Калішанін». 1878 року було засновано фортепіанну фабрику Арнольда Фібігера, в 1887 році фортепіанну фабрику Теодора Беттінга, в 1892 році фабрику пряників і печива Казимира Міцковського. 1890 року було завершено будівництво нової ратуші, в 1900 році було завершено будівництво нового муніципального театру, а в 1902 році було завершено будівництво будівлі Музичного товариства з концертним залом.

#### ХХ століття
На початку Першої світової війни, 2 серпня 1914 року, німецькі війська увійшли до Каліша без бою. У період з 7 по 22 серпня 1914 року, з невідомих причин  німецькі бомбардувальники зруйнували понад 80% міста і знищили майже все його населення: з 70 тисяч жителів в живих залишилося тільки 5 тисяч. Цього року у Каліші німецьким урядом було засновано пересильний пункт для своїх військовиків, який розраховувався на 4 тис. осіб і мав необхідні побутові умови.

##### Український слід в Каліші
Після утворення Польської держави у Каліші колишній німецький пересильний пункт був перетворений на табір для інтернованих вояків Армії УНР. У грудні 1920 року до табору направили 3-тю Залізну стрілецьку дивізію Армії УНР, невдовзі – 2-гу Волинську. Восени 1921 року були утворені військовий шпиталь та міністерство УНР на чолі з генералом-хорунжим Андрієм Вовком та групою вищого командного складу Армії Української Народної Республіки.
У таборі діяли: курси для малописьменних, лекторій широкої тематики для вояків, бібліотека, історичні комісії в дивізіях, стрілецькі оркестри і хори, школа українського танцю під керівництвом В. Авраменка. Культурно-освітницькі відділи частини видавали часописи «Залізний стрілець», «Нове слово», «За Україну», «Джерело», «Сич», журнали «Військовий вісник», «Веселка»; було створено Літературно-артистичне товариство, під орудою якого працювали Драматичне товариство ім. М. Садовського та культурний центр «Хата козака».
Товариство «Просвіта» організувало в таборі початкову школу ім. С. Петлюри (вона функціонувала до 1939). З ініціативи генерала Олександра Загродського 1921 р. засновано гімназію ім. Т. Шевченка (діяла до 1937) та Вчительську громаду.
Створене в 1922 р. видавництво «Чорномор» друкувало мемуари воєначальників Армії УНР, військово-історичного журналу «Табор» (1923–26), пізніше — військово-історичний журнали «Український інвалід» (1925—1930) та «За державність» (1929—1936).
До 1921 до табору була переведена Спільна юнацька школа, яка здійснила три випуски. При 3-й дивізії працювала школа старшини і військових урядовців. Від 1921 діяли курси Генштабу Армії УНР. 1922 створено Військову електротехнічну школу Армії УНР.
Табір інтернованих було ліквідовано в 1924 р., його мешканцям надали статус політемігрантів. Пізніше продовжувала функціонувати певний період Українська Станиця. На Станиці діяли товариство вояків Армії УНР, Спілка інвалідів, українська початкова школа, гімназія, видавництво, що продовжувало випускати журнали «Табор» та «За державність».
У жовтня 2024 року було повідомлено, що в місті Каліш завершили ремонтні роботи на кладовищі воїнів УНР Каліш-Щипйорно, що тривали з 2023 року. На цвинтарі було встановлено 240 хрестів. За оцінками, на цьому кладовищі у довоєнний час було до 400 хрестів на могилах. За архівними даними встановлено наявність трьох сотень, а також підтверджені 190 прізвищ похованих людей. Військовий цвинтар діяв з 1921 по 1940 рік. Після приходу радянської армії на кладовищі був підірваний монумент у пам'ять про вояків УНР.

#### Міжвоєнна історія міста
У міжвоєнний період в Каліші розміщувалися гарнізон підрозділів 25-ї піхотної дивізії під командуванням генерала Францішка Альтера, у тому числі 25 Легкий артилерійський полк та 29 стрілецький полк Каньоскій.
9 лютого 1926 року, під час страйку безробітних у Каліші, відбулися сутички з поліцією і армією. У результаті було вбито 9 осіб, 60 поранених.

#### Друга світова війна
1939 року у місті мешкало  81 052 особи. Під час Другої світової війни Каліш залишався на території Республіки Польща, приєднаної до Третього рейху, у складі Рейсгау Вартеланд. У цьому році було створено Каліське регентство, що охоплював південно-східну частину Познанського та Лодзинського воєводства. 1940 року зареєстрований офіс округу був переведений до Лодзі, а у 1941 році Каліш опинився у складі Лодзинського регентства. Внаслідок німецької окупації населення міста зменшилося з 80 тис. до 20 тис. осіб.

#### Післявоєнні роки
У 1945—1949 роках у Каліші знаходився штаб 4-ї Поморської дивізії ім. Яна Кілінського. Після війни почала розвиватися харчова, швейна, хімічна, метало- та текстильна промисловість (виробництво плюшу, оксамиту, фіранок і мережива). 1954 року була міська археологічна станція на базі Інституту Історії Матеріальної Культури Польської Академії Наук. 1960 року було засновано Педагогічний коледж ім. Марії Конопницької.
1961 року відбулися Перші театральні збори, у 1962 році було відновлено музичне товариство, в 1969 році відбувся 1-й польський фестиваль «Awangardy Beatowej» та перший польський фестиваль рок-музики.
1974 року була відкрита філармонія, у тому ж році відбувся 1-й Міжнародний фестиваль джазу.
1987 року було засновано Каліське бульварне господарство, а в 1999 році була заснована Державна вища професійно-технічна школа. Після адміністративного поділу в 1998 році Каліш став частиною Великопольського воєводства.
4 червня 1997 року, під час шостого апостольського візиту до Польщі, папа Іван Павло II відвідав Каліш.
2005 року Асоціація розвитку регіону запропонувала проект утворення Центральнопольського воєводства зі Східно-центральних регіонів. 2010 року в Каліші відбувся VIII Конгрес польських міст.
30 листопада 2015 року була ліквідована в'язниця в історичній будівлі на вул. Лодзькій, яка діяла починаючи з 1846 року.

## Демографія
Демографічна структура станом на 31 березня 2011 року:
|          | Загалом | Допрацездатний вік | Працездатний вік | Постпрацездатний вік |
| -------- | ------- | ------------------ | ---------------- | -------------------- |
| Чоловіки | 49062   | 9334               | 33839            | 5889                 |
| Жінки    | 56324   | 9039               | 32633            | 14652                |
| Разом    | 105386  | 18373              | 66472            | 20541                |

## Відомі люди

### Народилися
- Генгель Георгій (1657—1727) — письменник-полеміст, теолог-єзуїт.
- Здзіслава Сосницька — польська співачка, акторка і композитор, народилася у Каліші.
- Станіслав Лубенський — польський єпископ Римо-католицької церкви, історик, навчався у місцевому колегіумі (школі) єзуїтів[13].
- Мечислав Сморавінський — бригадний генерал Війська Польського, розстріляний в Катині 1940 року.

### Проживали
- Богун Оникій Тимофійович — український військовий, громадсько-політичний діяч, адміністративний старшина Армії УНР.
- Нечуй-Левицький Іван Семенович — письменник, викладав у місцевій гімназії у 1860-х рр.

### Померли
- Базильський Гаврило Макарович — генерал-хорунжий Армії УНР
- Дядюша Сергій Іванович — генерал-поручник Армії УНР, в.о. Військового міністра УНР, похований у Каліші.
- Єлчанінов Микола Іванович — полковник Армії УНР, помер і похований у Каліші.
- Леонтьєв Борис Михайлович — полковник медичної служби Дієвої Армії УНР.

## Міста-партнери
Має партнерські зв'язки з українським містом:
- Кам'янець-Подільський

## Фотографії

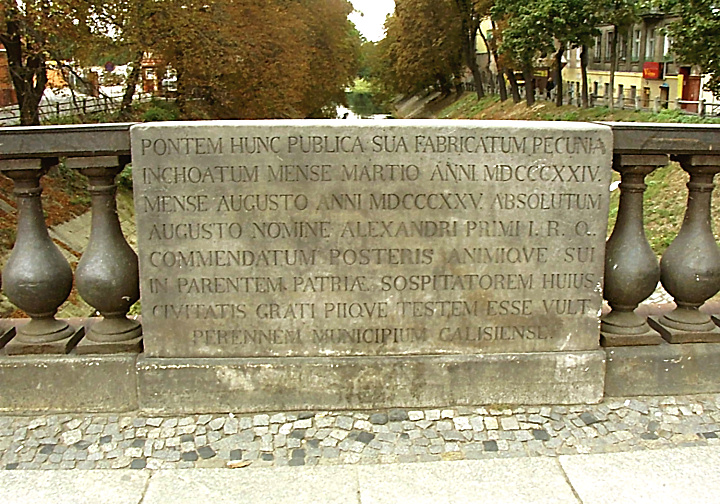
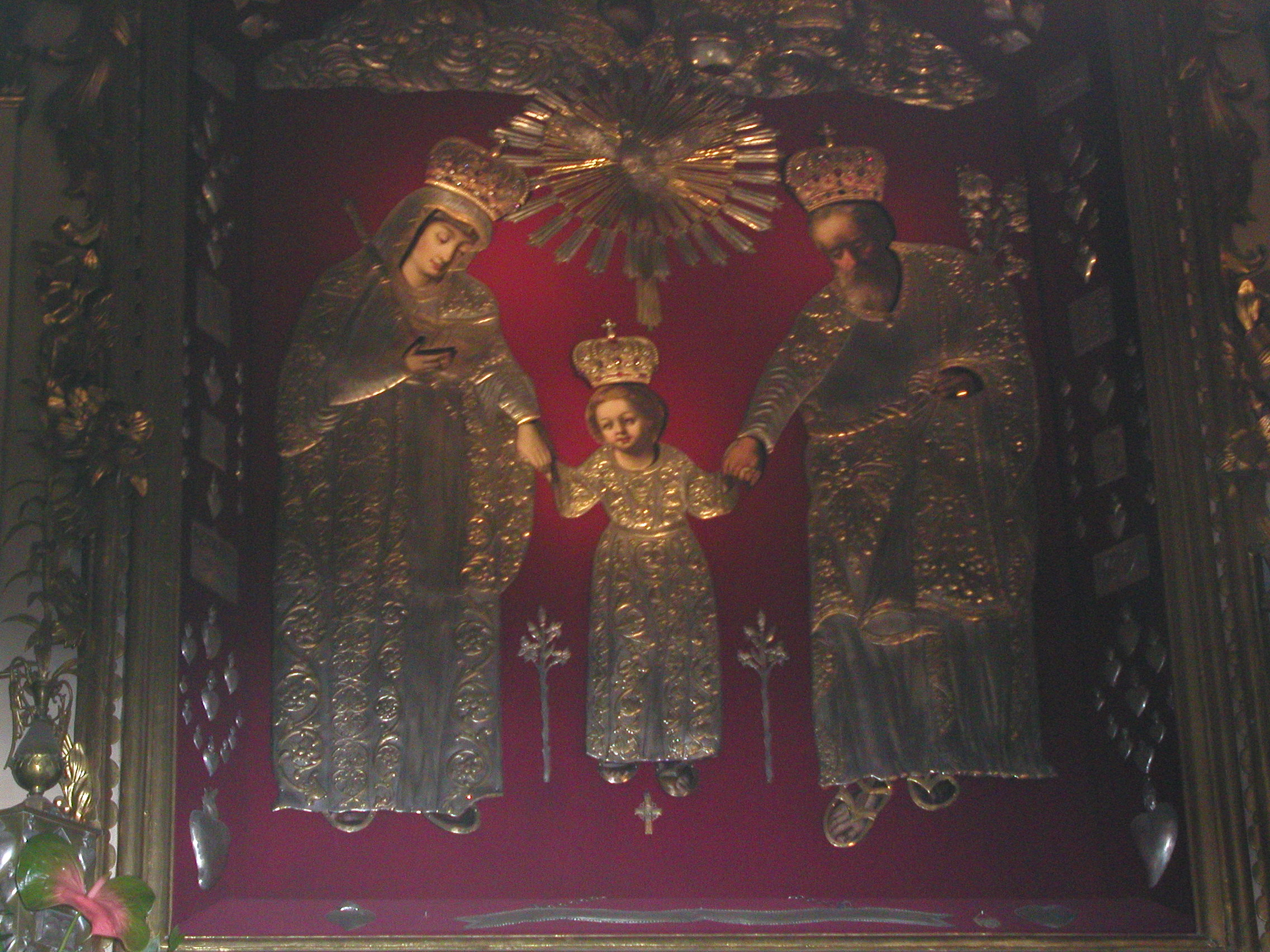
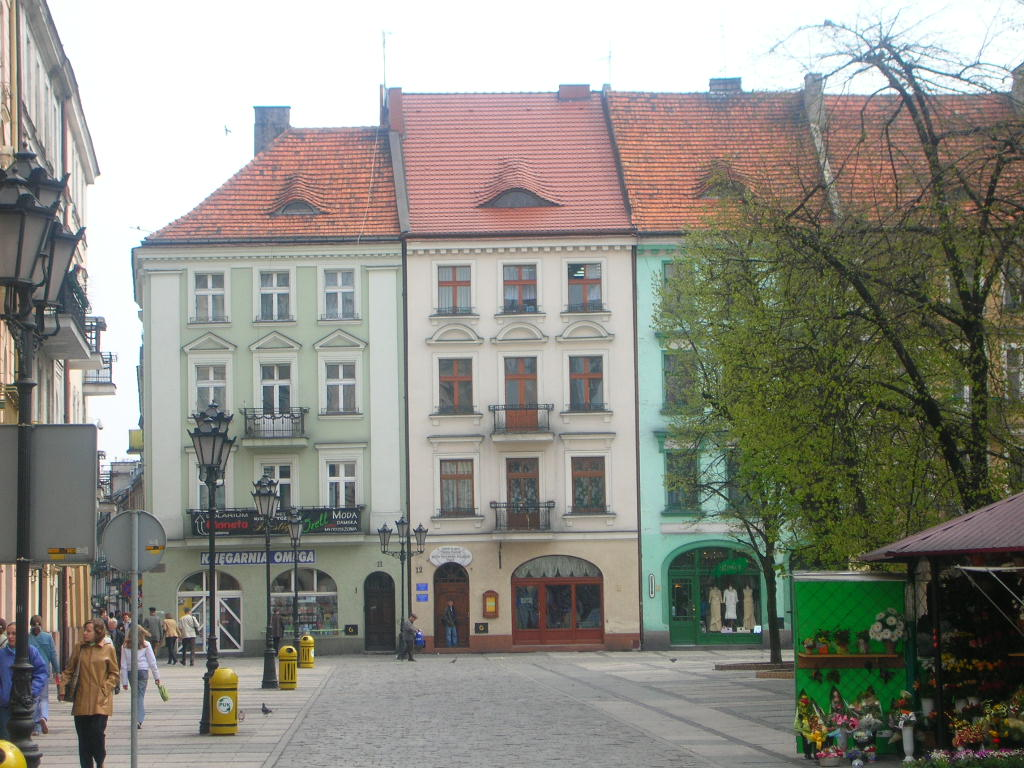
Ринок
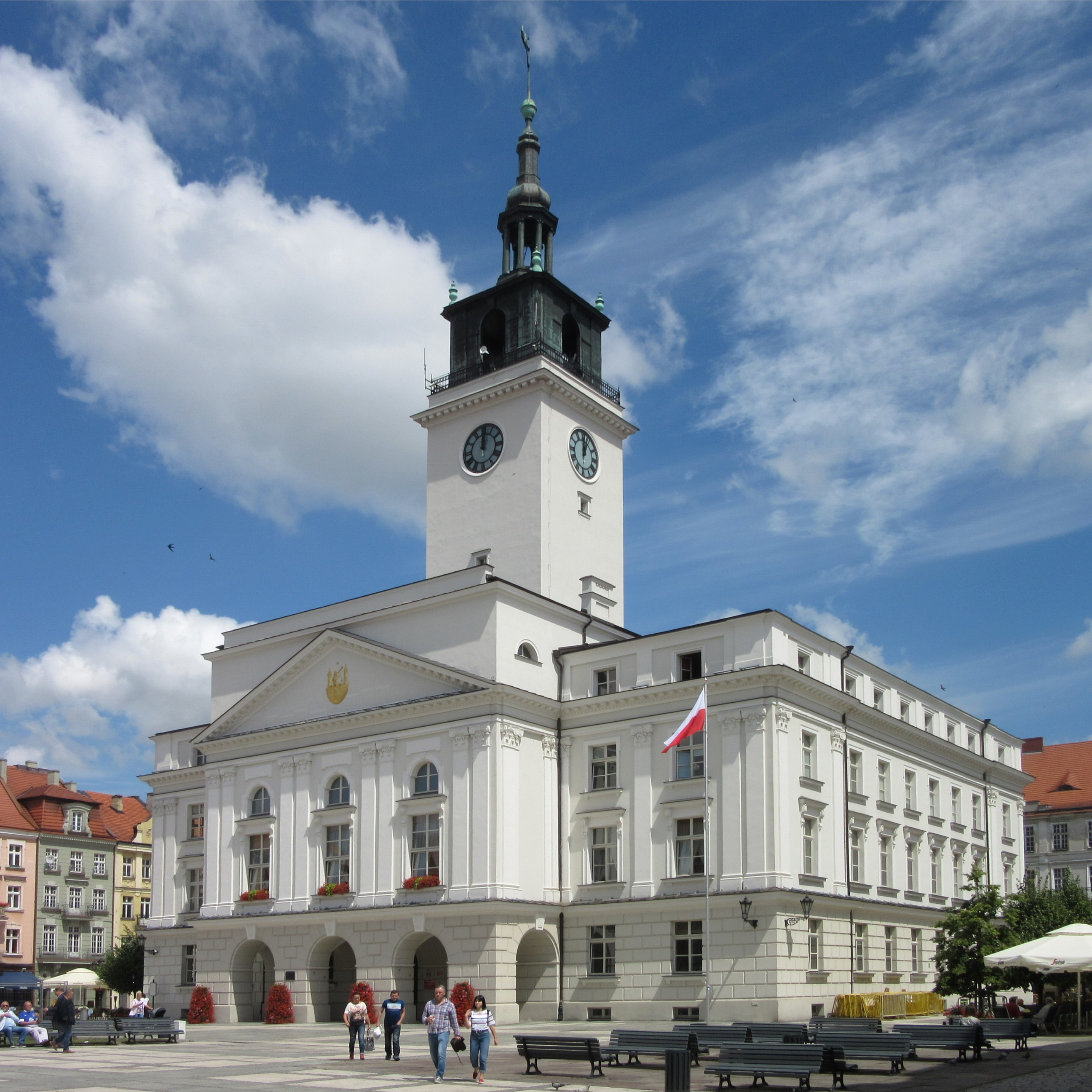
Ратуша
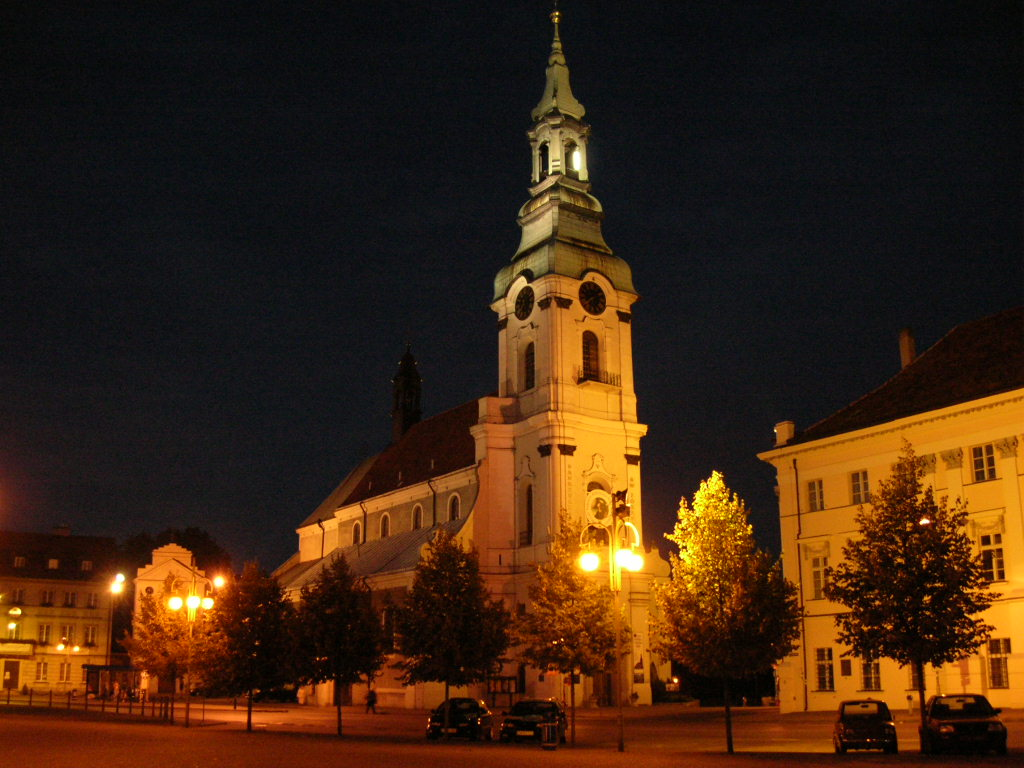
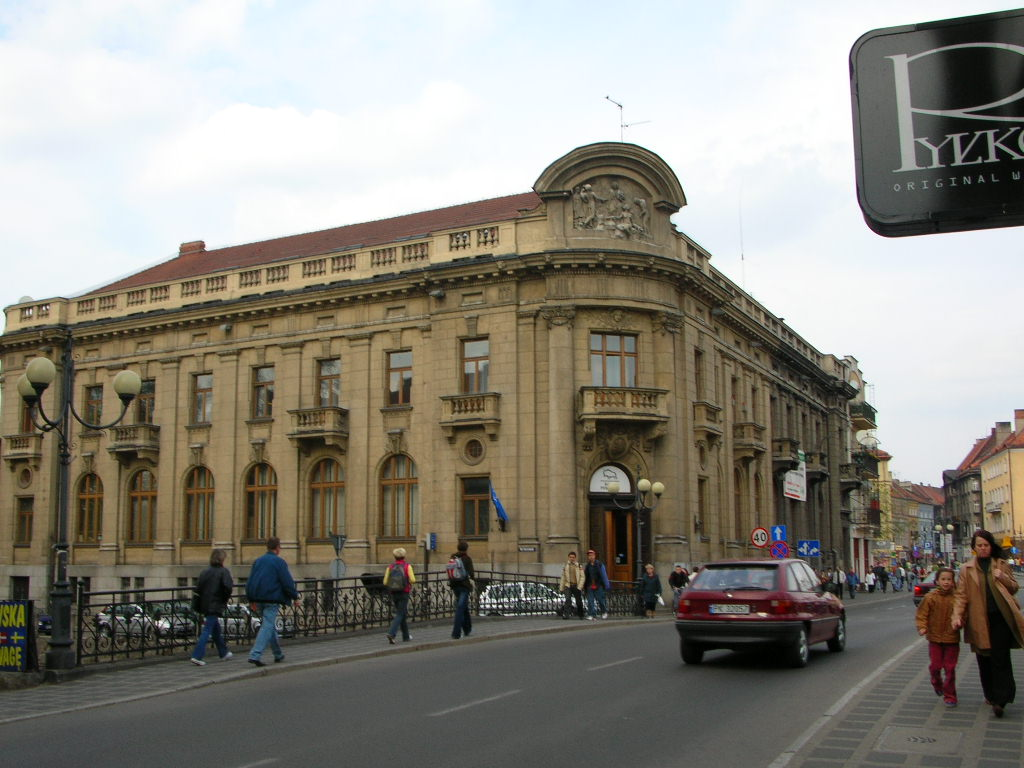
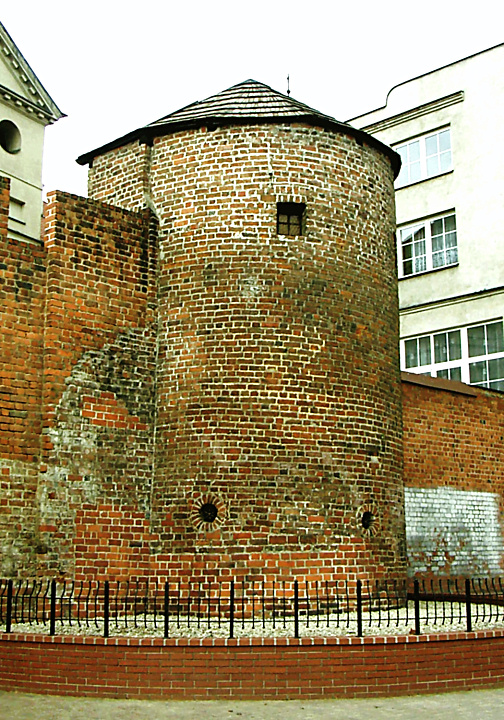
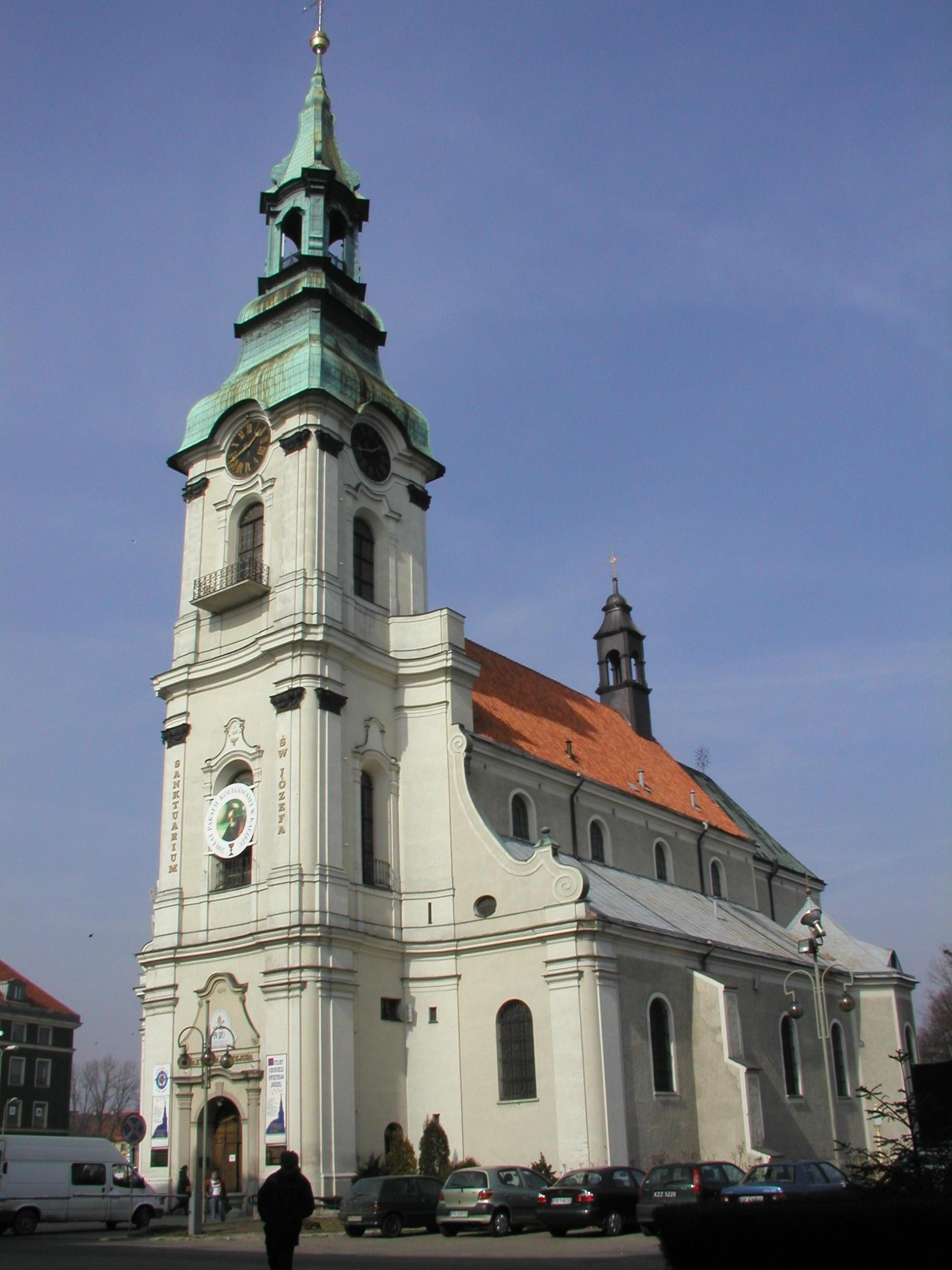
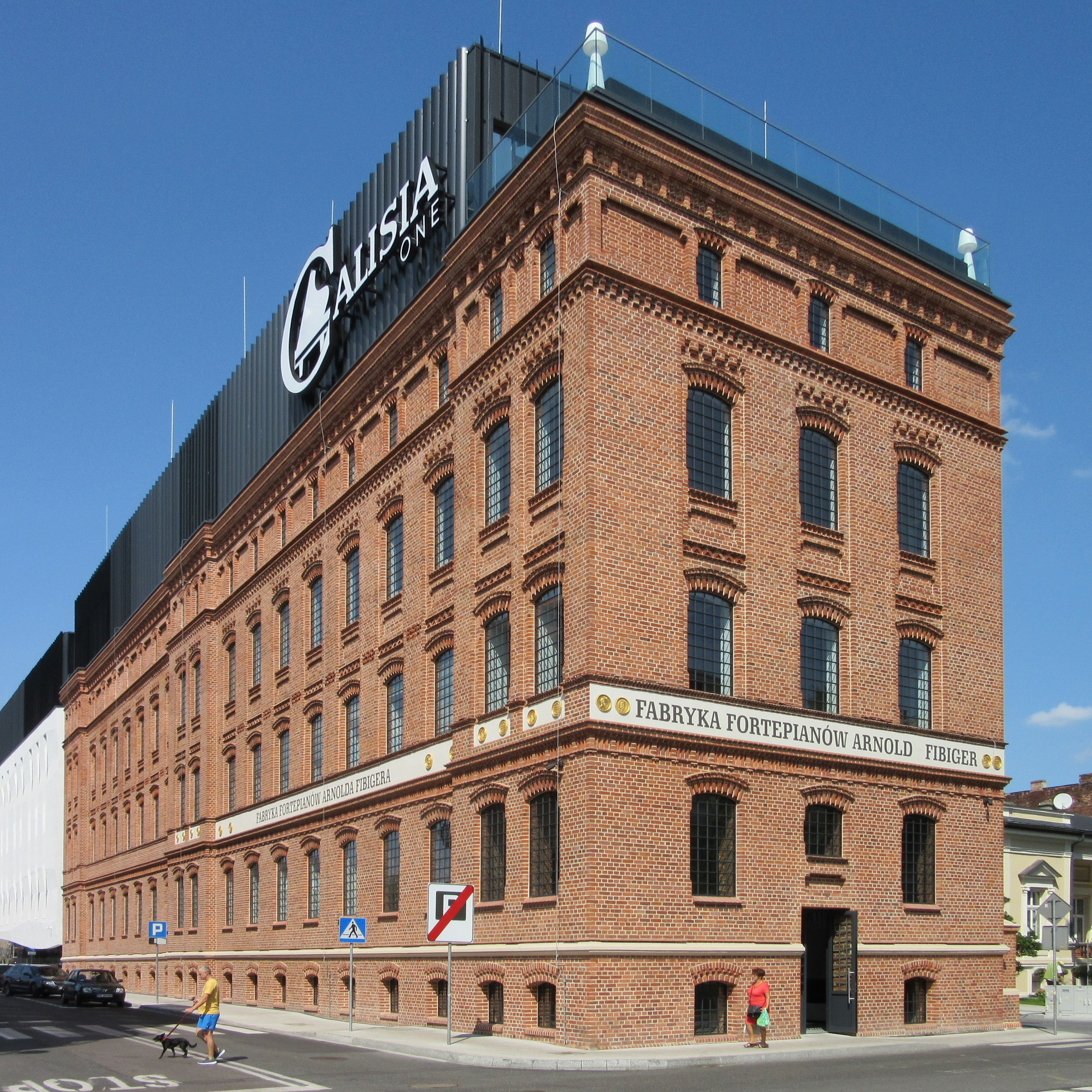
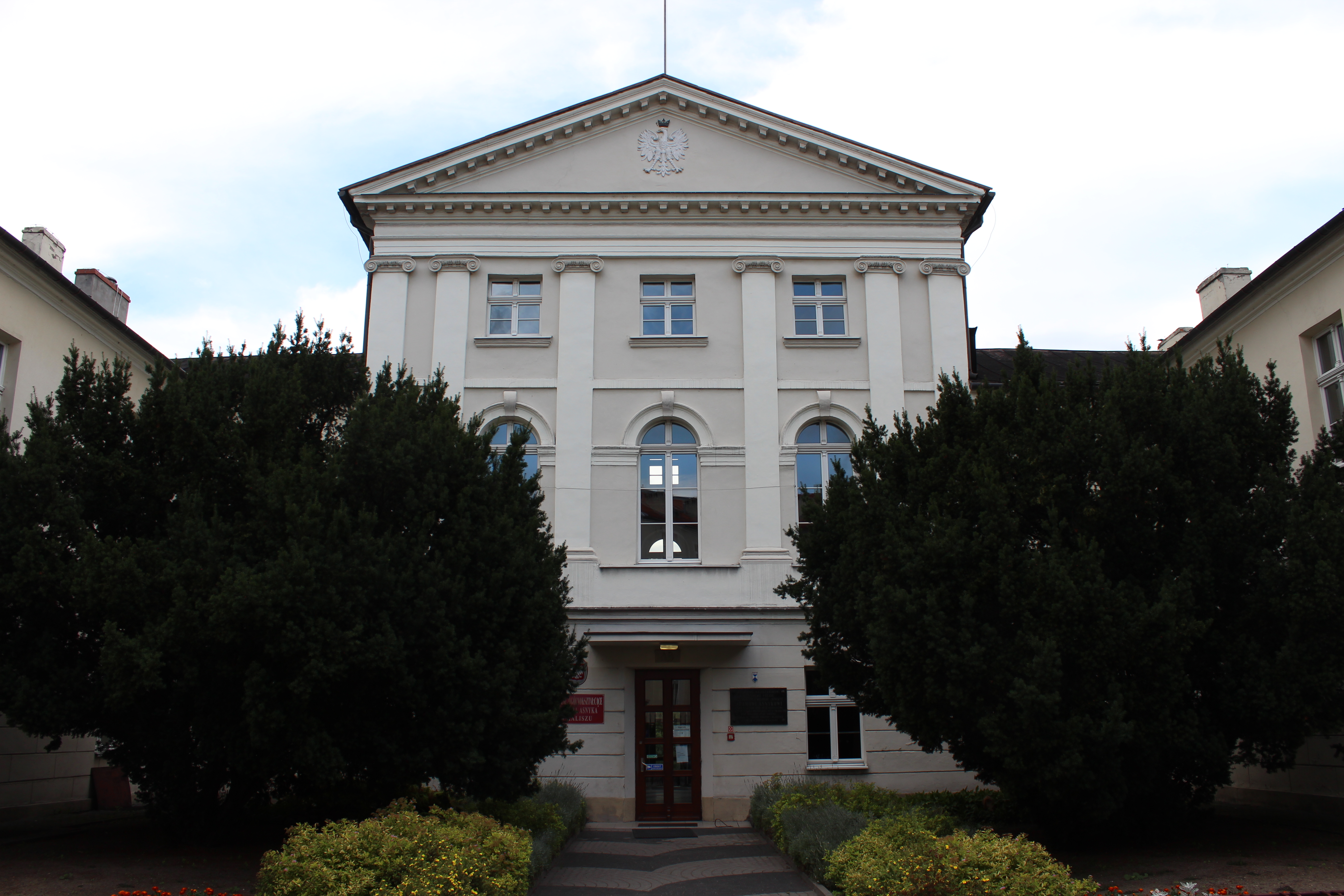
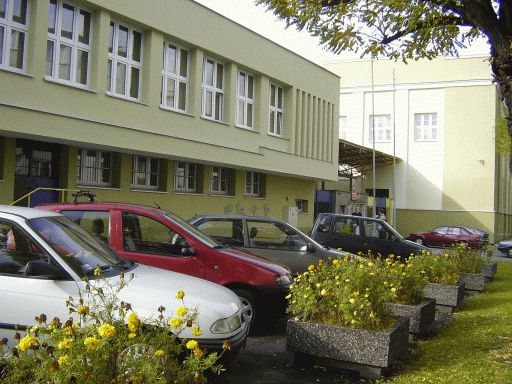
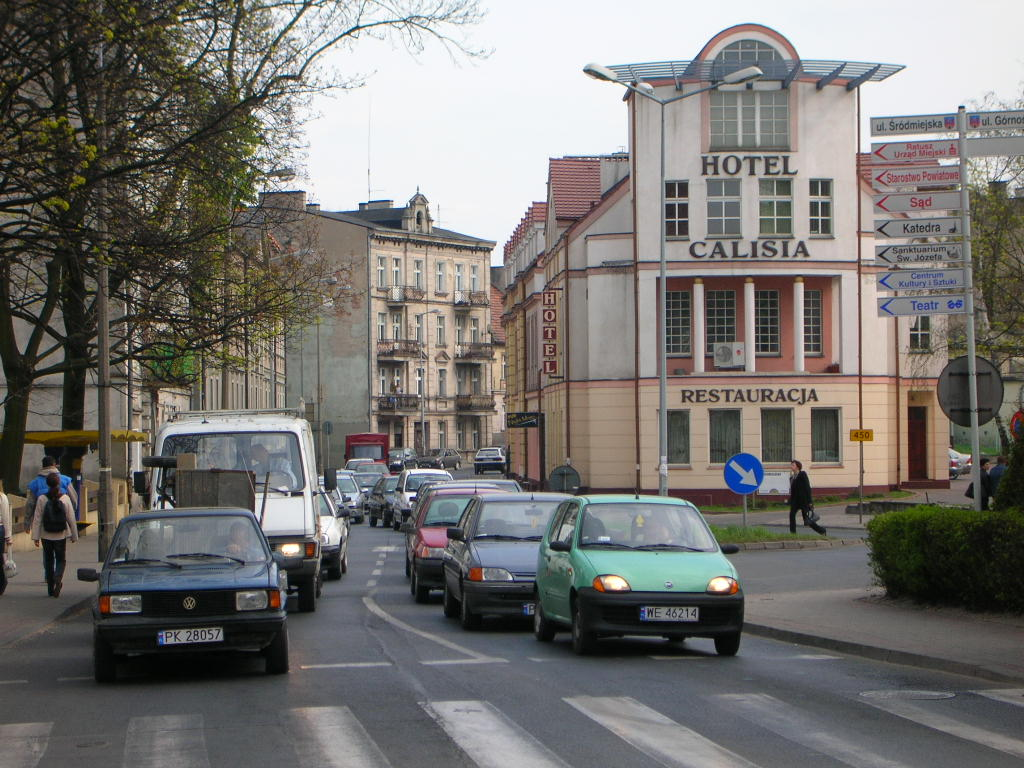